# الوهادنه
الوهادنة (به عربی: الوهادنة) یک منطقهٔ مسکونی در اردن است که در استان عجلون واقع شده است.